# Militärpolizei (Österreich)

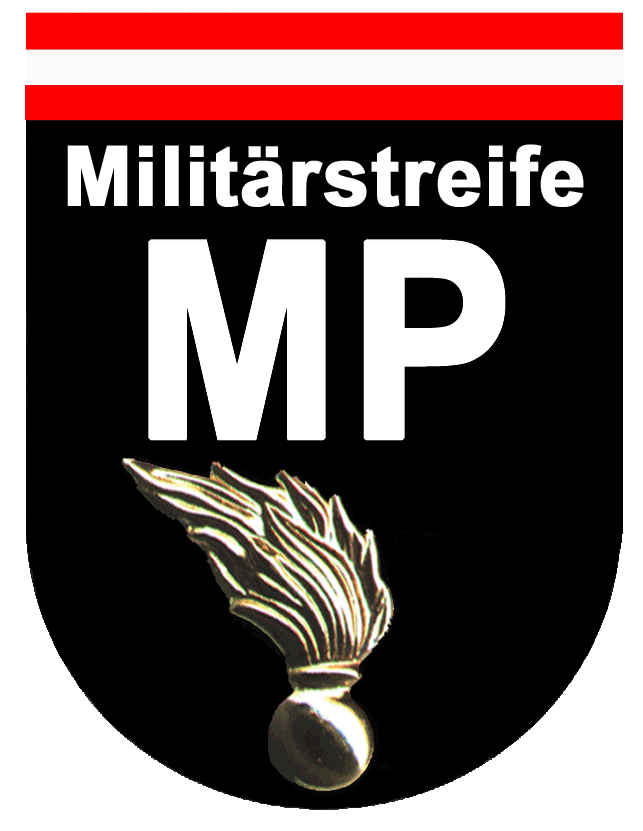
Verbandsabzeichen (bis 1. April 2019) der österreichischen Militärpolizei

Die österreichische Militärpolizei (bis 31. März 2019 Kommando Militärstreife und Militärpolizei genannt) ist ein Spezialverband des Österreichischen Bundesheeres, der Aufgaben des militärischen Eigenschutzes wahrnimmt. Im Zuge der Bundesheerreform 2016 wurde der Verband dem Kommando Schnelle Einsätze unterstellt und im Jahr 2018 wieder ausgegliedert und untersteht seither der direkten Führung durch das Kommando Streitkräfte.
Seit der Umbenennung am 1. April 2019 tritt der Verband sowohl innerhalb Österreichs als auch bei Auslandseinsätzen einheitlich als Militärpolizei auf. Zuvor wurde die Bezeichnung Militärpolizei im Ausland und die Bezeichnung Militärstreife im Inland verwendet. Bei internationalen Einsätzen kann die Militärpolizei neben dem Schutz der multinationalen Kontingente auch zivilpolizeiliche Aufgaben zur Herstellung und Wahrung der öffentlichen Ordnung übernehmen. Die Angehörigen des Verbandes unterstützen auch bei der Aufstellung und Ausbildung lokaler Polizeieinheiten, wie etwa im Kosovo.

## Aufgaben

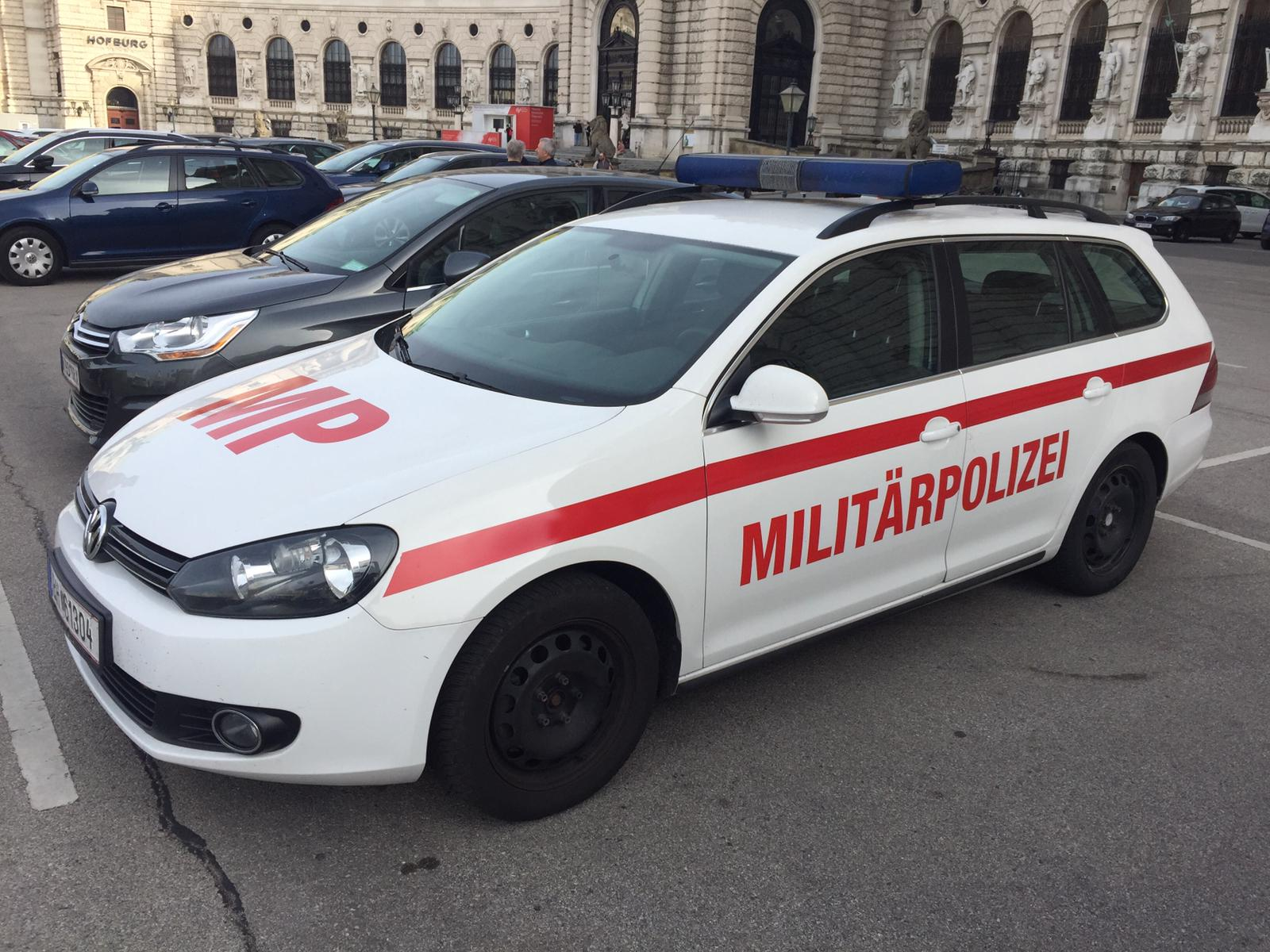
Standardfahrzeug der Militärpolizei

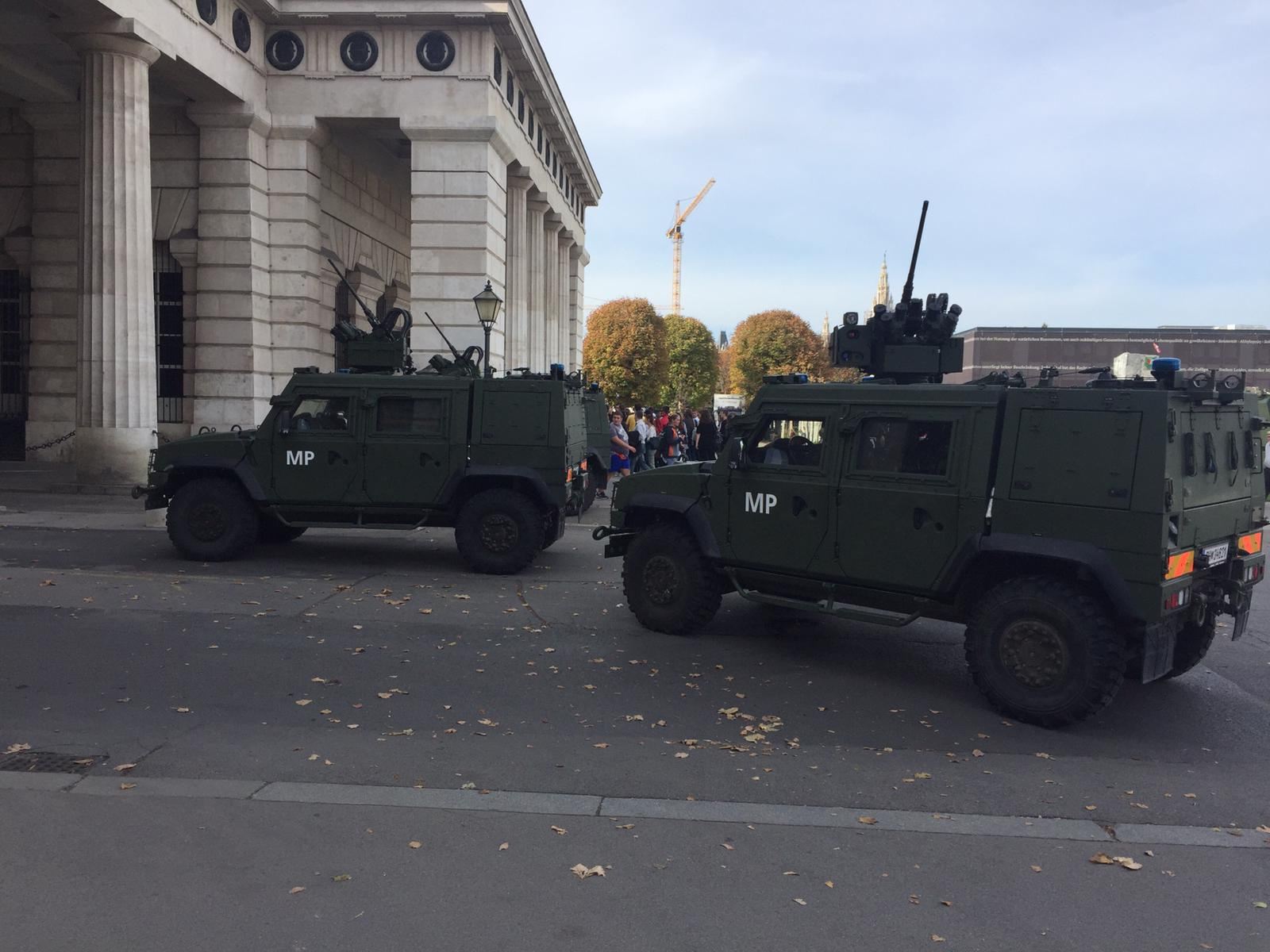
Gepanzerte Fahrzeuge der Militärpolizei sichern die Zufahrt zu einer Veranstaltung

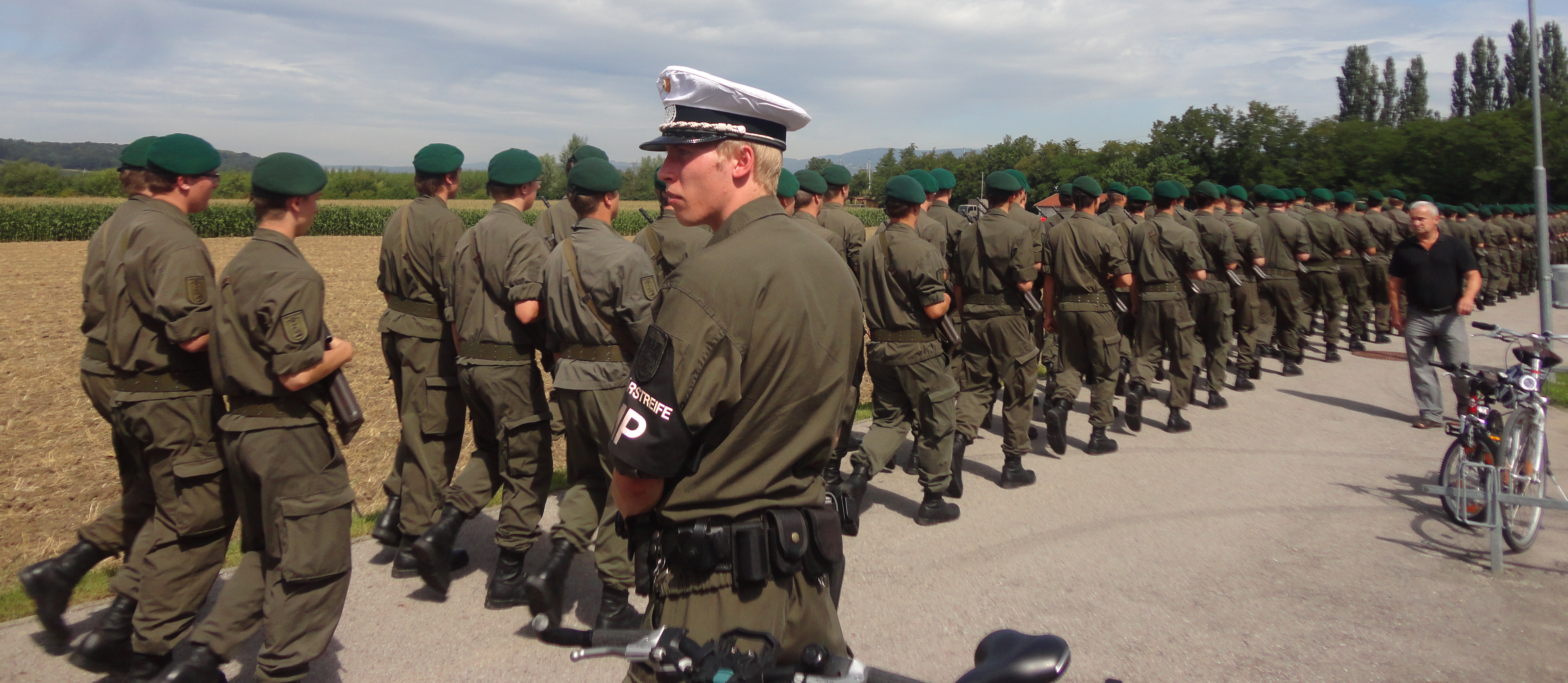
Ein Militärpolizist beim Ordnungs- und Sicherheitsdienst im Rahmen einer Angelobung von Rekruten

Die österreichische Militärpolizei setzt bei ihren Einsätzen Lang- und Kurzwaffen mit besonderen Visiereinrichtungen, Zugriffsgerät und die persönliche Schutzausrüstung ein.
Für kriminaltechnische Sonderermittlungen und Personenschutz-Einsätze steht diesen Spezialisten Sonderausrüstung zur Verfügung.

### Nationale Aufgaben
Auf nationaler Ebene hat der Verband folgende Aufgaben zu erfüllen:
- Dienstkontrollen
- Verkehrsdienst
- Sicherheitskontrollen
- Sicherheitsdienst
- Erhebungen
- Fahndungen
- Ordnungsdienst
- Personenschutz (diese Aufgabe wurde 2008 vom Jagdkommando an das damalige Kdo MilStrf&MP übergeben)
- Eskorten und Überstellungen

### Internationale Aufgaben
Auf internationaler Ebene hat der Verband folgende Aufgaben zu erfüllen:
- Fahndungen
- Einsatz bei Demonstrationen und Aufruhr (CRC-Einsätze)
- Verkehrsdienst
- Zugriffsdienst
- Sonderermittlungen
- Informationsgewinnung
- Schutz der Truppe
- Personenschutz (diese Aufgabe wurde 2008 vom Jagdkommando an das damalige Kdo MilStrf&MP übergeben)
- Einsatz gegen gefährliche Täter, (Kriegs-)Verbrecher und Terroristen

## Ausbildung
Die Ausbildung erfolgt in enger Kooperation mit Sondereinheiten des Bundesministeriums für Inneres und des Bundesministeriums für Justiz, dem Jagdkommando und internationalen MP-Verbänden (wie z. B. die Feldjäger der Bundeswehr)
Um zur Ausbildung zugelassen zu werden, muss der Bewerber ein einwöchiges Auswahlverfahren absolvieren, in dem er auf seine physische und mentale Eignung für die Anforderungen des Dienstes als Angehöriger der Militärpolizei geprüft wird.
Die Ausbildung erfolgt während des Fachteils des Unteroffiziers-/Stabs-Unteroffizierslehrganges, durch die Lehrabteilung des Verbandes.

### Grundausbildung
- Waffenlose Selbstverteidigung
- Waffen- und Schießdienst
- Gesetzliche Bestimmungen
- Dienstkontrollen
- Fahndungsdienst
- Ordnungsdienst
- Verkehrsdienst
- Eindring- und Zugriffstechniken
- Grundlagen Erhebungsdienst
- Internationaler Militärpolizeidienst
- Fahrtechniken / Fahrtaktiken

### Spezialausbildung
Im Anschluss an die Grundausbildung wird die Spezialausbildung absolviert, bei der die Angehörigen der Militärpolizei entsprechend den für sie vorgesehenen Aufgabengebieten geschult werden:
- Taktik/Zugriff
- Einsatz bei Demonstrationen und Aufruhr
- Selbstverteidigungsausbilder
- Personenschutz
- Observierung
- Hundeführer
- Schießausbilder
- Sonderbewaffnungen
- Ausbildung zum Einsatzleiter
- Gefangenenwesen
- Kriminaltechnische Ermittlungen

## Bewaffnung
Um die mannigfaltigen Aufgaben erfüllen zu können, benötigt die Militärpolizei eine besondere Bewaffnung.
Neben den im Heer üblichen Waffen
- StG77 A1 MP – eine modifizierte Version des im Heer verwendeten StG77 A1 (Steyr AUG) – und
- P80 (Glock 17)

besitzt der Verband weitere Einsatzmittel
- Vorderschaftrepetierflinte (sog. „Pump-Gun“)
- FN P90
- Steyr TMP (taktische Maschinenpistole)
- P26 (Glock 26)
- Scharfschützengewehr
- 4-cm-Granatwerferaufsatz für das StG77
- Impulslöschgerät
- Spezielle Ziel- und Visiereinrichtungen

## Organisation
Um im gesamten Bundesgebiet jederzeit zum Einsatz gebracht werden zu können, ist die Militärpolizei auf drei Hauptstandorte aufgeteilt. Die 1. Kompanie ist in Wien, mit Außenstellen in Eisenstadt und St. Pölten. Die 2. Kompanie hat ihren Standort in Graz, mit einer Außenstelle in Klagenfurt. Die 3. Kompanie befindet sich in Salzburg, mit Außenstellen in Hörsching und Innsbruck.
Weiters befindet sich in Wien das Kommando des Verbandes, der Personenschutz und die Lehrabteilung.

## Einsätze
Die Militärpolizei ist rund um die Uhr für Einsätze in ganz Österreich bereit.
Unter anderem waren sie als Teil von Internationalen Kontingenten der UNDOF auf den Golanhöhen im Einsatz. Neben den aktuellen Militärpolizeikontingenten im Rahmen der EUFOR ALTHEA in Bosnien und Herzegowina und der KFOR im Kosovo, stehen Soldaten des Verbandes als „Kader-Präsenz-Einheit“ (KPE) bereit, um innerhalb kürzester Zeit weltweit zum Einsatz kommen zu können.
Das kann im Zuge einer kritischen Lageentwicklung zur Verstärkung der bereits eingesetzten Truppe, im Rahmen sich kurzfristig ergebender Personenschutzeinsätze oder zur Evakuierung europäischer Staatsangehöriger aus Krisenregionen erfolgen.

## Verbandsabzeichen
Als Ärmelabzeichen tragen die Angehörigen des Kommandos ein schwarzes Abzeichen mit den österreichischen Farben sowie der Bezeichnung „Militärstreife“ und der Abkürzung „MP“. Bemerkenswert ist die Anbringung der „Flammenden Granate“ auf dem Abzeichen, ähnlich wie sie früher von der Bundesgendarmerie verwendet wurde.